# Лочуань
Лочуа́нь (кит. упр. 洛川, пиньинь Luòchuān) — уезд городского округа Яньань провинции Шэньси (КНР). Уезд назван по реке Лошуй.

## История
В эпоху Вёсен и Осеней эти места вошли в состав царства Цзинь, а после того, как три семьи разделили Цзинь — оказалась в составе царства Вэй. Впоследствии царство Вэй было завоёвано царством Цинь, создавшим в итоге первую в истории Китая централизованную империю. В империи Цинь здесь был создан уезд Дяоинь (雕阴县). В 189 году эти места были захвачены гуннами, и надолго перешли под власть кочевников.
Во второй половине IV века эти места вошли в состав государства Ранняя Цинь, объединившего почти весь северный Китай, и были подчинены уезду Фусянь (鄜县). При империи Поздняя Цинь из уезда Фусянь был выделен уезд Лочуань; часть земель современного уезда входила тогда в состав уезда Фучэн (敷城县). При империи Суй в 605 году написание названия уезда Фучэн было изменено с 敷城县 на 鄜城县. При империи Поздняя Лян уезд Фучэн был в 909 году переименован в Сяохуа (昭化县), но при империи Поздняя Тан в 923 году ему было возвращено название Фучэн.
В 1115 году эта территория была захвачена чжурчжэнями, которые включили её в состав своей империи Цзинь. После монгольского завоевания в 1267 году уезд Фучэн был присоединён к уезду Лочуань.
С 1934 года в этих местах появились войска коммунистов, которые начали создавать собственные органы управления.
В 1950 году был создан Специальный район Яньань (延安专区), и уезд вошёл в его состав. В 1958 году уезд Фусянь был присоединён к уезду Лочуань, но в 1961 году был воссоздан. В 1969 году Специальный район Яньань был переименован в округ Яньань (延安地区). В 1996 году постановлением Госсовета КНР были расформированы округ Яньань и город Яньань, и образован городской округ Яньань.

## Административное деление
Уезд делится на 1 уличный комитет, 7 посёлков и 1 волость.

## Экономика
Лочуань специализируется на выращивании яблок, 95 % сельских жителей уезда заняты в яблочной отрасли. В 2020 году совокупный объём яблочного сектора экономики уезда превысил 10 млрд юаней (1,51 млрд долл. США), а стоимость бренда оценивалась в 10,4 млрд долл. США (по этому показателю лочуаньские яблоки заняли первое место в рейтинге отечественных фруктовых брендов). В 2021 году уезд Лочуань произвёл более 1 млн тонн яблок, более 100 тыс. тонн из них было продано по каналам электронной торговли. Доход от реализации яблок достиг 1,258 млрд юаней (190,26 млн долл. США), увеличившись на 27 % по сравнению с предыдущим годом. По состоянию на 2022 год общая площадь яблоневых садов достигла 33,3 тыс. га, составив 80 % от площади сельскохозяйственных земель уезда.